# Stadtkirche Lübz

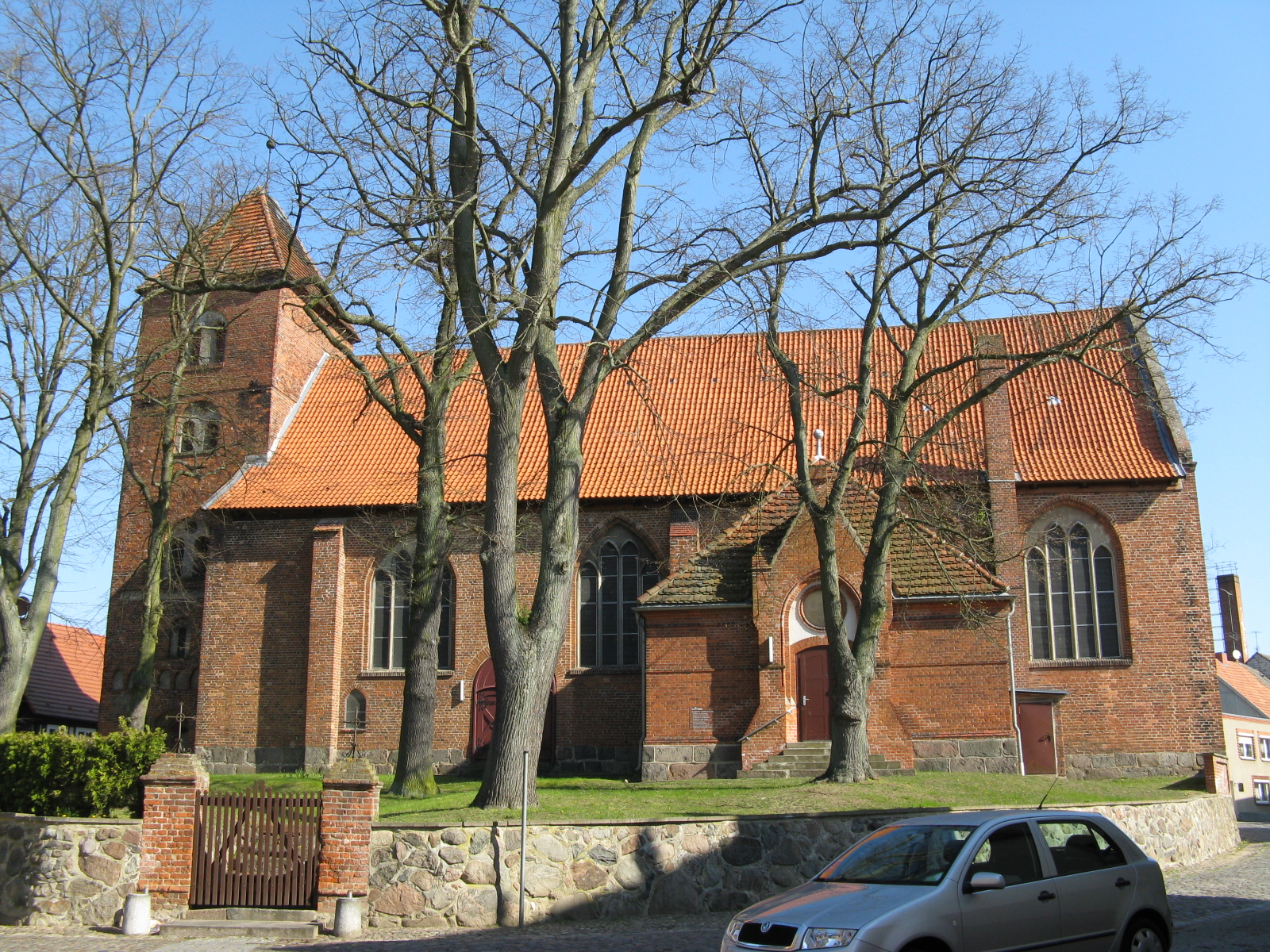
Stadtkirche Lübz

Die evangelische Stadtkirche Lübz ist eine nachgotische Backsteinkirche in Lübz im Landkreis Ludwigslust-Parchim in Mecklenburg-Vorpommern. Sie gehört zur Kirchengemeinde Lübz in der Propstei Parchim der Evangelisch-Lutherischen Kirche in Norddeutschland (Nordkirche).

## Geschichte und Architektur
Der heutige Bau der Stadtkirche Lübz entstand als Nachfolger eines durch Brand zerstörten mittelalterlichen Kirchengebäudes in den Jahren 1568 bis 1574. Der Bau ist ein langgestreckter rechteckiger Backsteinbau mit vorgesetztem Westturm in noch stark an die Spätgotik erinnernden Formen. Der viergeschossige, mit flachbogigen Blenden gegliederte Turm zeigt sparsame Schmuckformen der Renaissance in Form von Schmuck- und Bogenfriesen und schließt mit einem quergestellten Walmdach.
Die Fenstergliederung und Strebepfeiler lassen einen vierjochigen Raum vermuten; das Innere erweist sich jedoch als weiträumige lichte Saalkirche, die durch ein flaches hölzernes Tonnengewölbe mit aufgemaltem Rippensystem abgeschlossen wird. Im Westen ist eine große Empore eingebaut; über dieser befindet sich die Orgelempore. Zwei Portale erschließen die Kirche auf der Südseite; je ein weiteres ist im Westturm und auf der Nordseite angeordnet.
Eine Restaurierung fand 1963 statt; weitere Renovierungsarbeiten erfolgten in den Jahren nach 1990.

## Ausstattung
Ein Altarbild von Gaston Lenthe aus dem Jahr 1848, das die Taufe Christi darstellt, befindet sich in der Vorhalle.
Die hölzerne Kanzel mit Schalldeckel aus der ersten Hälfte des 17. Jahrhunderts zeigt am polygonalen Korb zwischen Hermenpilastern allegorische Figuren der Tugenden mit architektonischer Rahmung.
Die hölzerne Taufe von 1605 ist an allen Flächen mit Beschlagwerk verziert; die zugehörige Taufschale besteht aus Messing.
Zu nennen ist weiter das wertvolle Grabmal von Sophia von Schleswig-Holstein-Gottorf († 1634), ihrer Tochter Anna († 1600) und ihrer Enkelin Hedwig († 1631) aus dem Jahr 1630, das wohl von Franz Julius Döteber und seinem Gehilfen Daniel Werner angefertigt wurde. Das ursprünglich für drei Figuren vorgesehene Monument zeigt nur die Herzogin und ihre Tochter; eine dritte Figur fehlt ebenso wie die ursprünglich vorgesehene Bekrönung des mit Säulen und Postament geschmückten architektonischen Aufbaus. Das Grabmal ist aus Sandstein unter Verwendung von Marmor für Köpfe und Hände gefertigt.
Die zugehörigen Wappenscheiben in dem darüber befindlichen Ostfenster zeigen den Stammbaum der Häuser Schleswig-Holstein und Mecklenburg, der sich in den Stuckwappen der Ostwand fortsetzt. Die übrigen Fenster zeigen ebenfalls Wappenscheiben mit den Stammbäumen des mecklenburgischen Adels aus dem Jahr 1630.
Mehrere Epitaphien im Stil der Renaissance und des Frühbarocks ergänzen die Ausstattung. Zu nennen ist das Epitaph aus Sandstein für H. von Stralendorf († 1605), dessen Gattin und Söhne, das eine Schrifttafel zwischen einer Säulenarchitektur und Wappen an Gebälk und Aufsatz zeigt. Das Epitaph für Oelgard von Passow († 1654) aus dem Jahr 1666 zeigt ein Gemälde, das Christus mit Maria und Martha, der Schwester Marias darstellt. Ein drittes Epitaph für Christian von Bülow aus dem Jahr 1697 zeigt ein gemaltes Bildnis des Verstorbenen, das von einer Säulenstellung und Gebälk mit kriegerischen Emblemen, allegorischen Figuren und überreicher geschnitzter Ornamentik gerahmt ist.
Ein Grabstein des Präzeptors Johann Kran († 1524) des Antoniter-Klosters Tempzin ist mit einer figürlichen Ritzzeichnung versehen. Schließlich ist noch ein Grabstein des A. Schmillen aus dem Jahr 1634 zu nennen.
Ein historischer Opferstock mit schmiedeeisernem Beschlag ist ebenfalls erhalten. Ein Kronleuchter wurde im 18. Jahrhundert hinzugefügt.

## Orgel
Der wohlproportionierte Orgelprospekt entstammt einem Orgelneubau im Jahr 1633. Die Orgel ist ein Werk von Marcus Runge von 1915 mit 21 Registern auf zwei Manualen und Pedal.
| I Hauptwerk C–g3 |     |
| Bordun           | 16’ |
| Principal        | 08’ |
| Hohlflöte        | 08’ |
| Gamba            | 08’ |
| Doppel Gedackt   | 08’ |
| Octave           | 04’ |
| Rohrflöte        | 04’ |
| Octave           | 02’ |
| Mixtur III       |     |

| II Schwellwerk C–g3      |     |
| Geigenprinzipal          | 08‘ |
| Quintatön                | 08‘ |
| Koncertflöte             | 08’ |
| Lieblich Gedackt         | 08’ |
| Viola d’amore            | 08’ |
| Fugara                   | 04’ |
| Flöte                    | 04’ |
| Harmonia aetherea II-III |     |

| Pedalwerk C–f1 |     |
| Principalbass  | 16’ |
| Subbass        | 16’ |
| Cello          | 08’ |
| Bassflöte      | 08’ |

- Koppeln: II/I (auch als Sub- und Superoktavkoppeln), I/P, II/P

Eine Glocke aus dem Jahr 1760 wurde von Johann Valentin Schultz in Rostock gegossen und ist auf den Ton cis2+3 gestimmt.

## Kirchengemeinde
Zur Kirchengemeinde gehören außer der Stadtkirche die Stiftskirche in Lübz, die Fachwerkkirche aus dem 16. Jahrhundert in Benzin und die Dorfkirche Lutheran sowie die Dörfer Bobzin, Hof Gischow, Riederfelde und Ruthen.